# Museo de Arqueología de Cataluña (Barcelona)
El Museo de Arqueología de Cataluña en Barcelona (MAC) (en catalán: Museu d'Arqueologia de Catalunya a Barcelona) es un museo nacional ubicado al antiguo Palacio de Artes Gráficas, dentro del Parque de Montjuic, Barcelona, España.
Es una de las sedes del Museo de Arqueología de Cataluña, y recoge toda una serie de objetos y documentos arqueológicos que abrazan un arco cronológico que va desde la prehistoria hasta la Edad Media, con especial incidencia en la Edad Antigua. La visita a la exposición permanente y a las exposiciones temporales que se llevan a cabo ayudan a comprender la evolución social, tecnológica, económica y religiosa no solo en Cataluña sino a la península ibérica y en el Mediterráneo. El museo depende del Departamento de Cultura de la Generalidad de Cataluña, que lo gestiona mediante la Agencia Catalana de Patrimonio Cultural.

## Edificio
Las salas y oficinas del museo se encuentran dentro del antiguo Pabellón de Artes Gráficas, construido durante la Exposición Internacional de Barcelona de 1929. Se trataba de una construcción efímera, realizada con materiales poco resistentes, y que tenía que ser derribada una vez finalizado el acontecimiento. Como en el caso de otros muchos edificios de la Exposición, el Pabellón de Artes Gráficas fue mantenido en pie y reutilizado, adjudicándole una nueva función: a partir del 1932, en plena II República, la Generalidad fundó el Museo de Arqueología de Cataluña.

## Historia
En 1935 se inauguró el Museo Arqueológico de Barcelona bajo la dirección de Pedro Bosch. Fue la institución encargada de custodiar las colecciones del antiguo Museo de Santa Ágata, las del Museo de la Ciudadela, material reunido por la Junta de Museos y por el Instituto de Estudios Catalanes, y otras colecciones de procedencia privada.
La sede del Museo se ubicó en el antiguo Palacio de las Artes Gráficas en Montjuic, edificio construido a raíz de la Exposición Internacional de Barcelona de 1929 y, posteriormente, condicionado por el arquitecto José Gudiol para convertirlo en instalación museística. Después de la Guerra Civil, la gestión del museo quedó en manos de la Diputación de Barcelona. Su trabajo se centró en la salvaguarda del patrimonio arqueológico. Más adelante, en 1995, la Diputación transfirió la gestión a la Generalidad de Cataluña y de este modo pasa a formar parte del Museo de Arqueología de Cataluña.

## Exposición Permanente
Renovada entre 2010 y 2013, la exposición permanente de más de 4.000 metros cuadrados muestra a través de textos, audiovisuales, recursos didácticos, imágenes y escenografías los aspectos más destacados de las culturas establecidas en Cataluña y otros lugares de la península ibérica y del Mediterráneo.
La prehistoria, con un audiovisual sobre los rituales funerarios de la Edad del Bronce, la protohistoria, donde los íberos son los protagonistas, las colonizaciones griega y fenicia o la instauración del Imperio romano son algunos de los espacios más destacados de la visita.
Una de las piezas más emblemáticas es la estatua del dios Esculapio, el original de la cual permaneció en la sede barcelonesa hasta su traslado al museo de Ampurias en 2008. Otras piezas destacadas son los materiales líticos del Paleolítico, la mandíbula de neandertal de Sitges de 53 200 años, las piezas correspondientes al yacimiento de El Argar (Almería), el tesoro ibérico de Tivisa, las figuras votivas fenicias, la cerámica griega, el Altar de la Salud de Cartagena o la estatua romana del Príap de Hostafrancs.
El museo gestiona también un fondo literario con un total de 35 560 libros y 1.554 publicaciones periódicas.

## Exposiciones temporales
Desde su fundación, la sede barcelonesa del Museo de Arqueología de Cataluña ha dado a conocer temáticas diferentes a aquellas comprendidas dentro de la exposición permanente, para mostrar así otros aspectos innovadores o transversales de la Arqueología. De entre las exposiciones más destacadas se encuentran:
- La fragilidad en el tiempo. El vidrio en la antigüedad, donde se apreciaban técnicas, objetos y materiales vinculados a la producción del vidrio.
- Historias de tocador, un repaso del concepto de belleza y de la evolución de la cosmética en las culturas más destacadas de la antigüedad.
- Ötzi. La momia del hielo destacó por la excepcionalidad del hallazgo realizado en los Alpes: los restos y vasijas de un hombre de más de 5.300 años de antigüedad.
- Rostros de Roma repasaba algunas de las personalidades más relevantes del Imperio Romano, representadas en sarcófagos, bustos y estatuas.
- Con Peinar la muerte, el museo trataba los rituales de vida y muerto durante la prehistoria en Menorca.
- Con La Dècada Prodigiosa. L’arqueologia catalana, un instrument vertebrador al servei de la Mancomunitat de Catalunya, el museo da a conocer el papel de la Mancomunidad de Catalunya en el marco de la arqueología.
- DEMOS. Vivir en democracia (enlace roto disponible en Internet Archive; véase el historial, la primera versión y la última). propone una descripción de la democracia atenesa, desde las reformas de Clístenes el 509 aC, con una aproximación a la realidad actual.